# Гебзаттель
Гебзаттель (нем. Gebsattel) — община в Германии, в земле Бавария. 
Подчиняется административному округу Средняя Франкония. Входит в состав района Ансбах.  Население составляет 1778 человек (на 31 декабря 2010 года). Занимает площадь 19,12 км².
Коммуна подразделяется на 3 сельских округа.

## Население
По оценке на 31 декабря 2015 года население общины Гебзаттель составляет 1718 чел. 

| Дата      | 1840 | 1871 | 1900 | 1925 | 1939 | 1950 | 1961 | 1970 | 1987 | 2011 |
| --------- | ---- | ---- | ---- | ---- | ---- | ---- | ---- | ---- | ---- | ---- |
| Население | 1146 | 1132 | 1154 | 1190 | 1086 | 1502 | 1235 | 1300 | 1425 | 1763 |

| Год       | 1960 | 1970 | 1980 | 1990 | 2000 | 2009 | 2010 | 2011 | 2012 | 2013 | 2014 | 2015 |
| --------- | ---- | ---- | ---- | ---- | ---- | ---- | ---- | ---- | ---- | ---- | ---- | ---- |
| Население | 1229 | 1297 | 1356 | 1502 | 1783 | 1814 | 1778 | 1777 | 1730 | 1717 | 1711 | 1718 |